# Nederlandse kampioenschappen schaatsen afstanden 2015 - 3000 meter vrouwen
De 3000 meter vrouwen op de Nederlandse kampioenschappen schaatsen afstanden 2015 werd gereden in november 2014, in ijsstadion Thialf te Heerenveen. Er namen twintig vrouwen deel.
Ireen Wüst was titelverdedigster na haar zege tijdens de NK afstanden 2014, zij wist haar titel te prolongeren.

## Statistieken

### Uitslag
| #      | Schaatser              | tijd    |
| ------ | ---------------------- | ------- |
| Goud   | Ireen Wüst             | 4.04,50 |
| Zilver | Jorien Voorhuis        | 4.06,00 |
| Brons  | Carlijn Achtereekte    | 4.07,13 |
| 4      | Marije Joling          | 4.07,88 |
| 5      | Carien Kleibeuker      | 4.08,01 |
| 6      | Linda de Vries         | 4.08,41 |
| 7      | Diane Valkenburg       | 4.08,62 |
| 8      | Yvonne Nauta           | 4.09,44 |
| 9      | Melissa Wijfje         | 4.09,56 |
| 10     | Rixt Meijer            | 4.09,92 |
| 11     | Marrit Leenstra        | 4.09,95 |
| 12     | Antoinette de Jong     | 4.10,38 |
| 13     | Lisa van der Geest     | 4.11,02 |
| 14     | Jade van der Molen     | 4.11,35 |
| 15     | Irene Schouten         | 4.13,26 |
| 16     | Reina Anema            | 4.13,62 |
| 17     | Annouk van der Weijden | 4.13,74 |
| 18     | Imke Vormeer           | 4.13,89 |
| 19     | Miranda Dekker         | 4.15,71 |
| 20     | Janneke Ensing         | 4.17,10 |

1987 · 
1988 · 
1989 · 
1990 · 
1991 · 
1992 · 
1993 · 
1994 · 
1995 · 
1996 · 
1997 · 
1998 · 
1999 · 
2000 · 
2001 · 
2002 · 
2003 · 
2004 · 
2005 · 
2006 · 
2007 · 
2008 · 
2009 · 
2010 · 
2011 · 
2012 · 
2013 · 
2014 · 
2015 · 
2016 · 
2017 · 
2018 · 
2019 · 
2020 · 
2021 · 
2022 · 
2023 · 
2024 · 
2025